# Jorrit Eijbersen
Jorrit Jan Eijbersen (Soest, 1 maart 1975) is een Nederlands politicus en bestuurder. Hij is lid van de VVD. Sinds 20 december 2021 is hij burgemeester van Hellendoorn.

## Opleiding en loopbaan
Eijbersen ging naar het Stedelijk Gymnasium Johan van Oldenbarnevelt in Amersfoort. Tijdens zijn middelbare schoolperiode had hij een drive-inshow, Soundwave genaamd, waarmee hij zeker twee keer per week in de provincie Utrecht als dj optrad.
Daarna studeerde Eijbersen internationaal recht aan de Rijksuniversiteit Groningen. Tijdens zijn studietijd was hij actief in het cabaret. Deze opleiding maakte hij niet af en keerde terug naar huis vanwege de ernstige ziekte van zijn vader, journalist en theoloog René Eijbersen, bekend van Hier en Nu van de NCRV.
Eijbersen had samen met een studiegenoot Public Impact, een adviesbureau op het gebied van de publieke sector. Tevens was hij actief als bestuursadviseur van de commissaris van de Koning in Utrecht. Tijdens zijn loopbaan behaalde hij een Master of Business Administration aan de Nyenrode Business Universiteit.

## Politieke loopbaan
Eijbersen werd in 2009 politiek actief als adviseur toen de VVD en D66 in Bunnik fuseerden tot De Liberalen. Van 2010 tot 2019 was hij er wethouder en 1e locoburgemeester en in 2019 maakte hij de overstap naar Gooise Meren. Daar had hij in zijn portefeuille ruimtelijke ordening & omgevingswet, vastgoed, havens, grondbeleid, vergunningen & handhaving.
Eijbersen werd op 27 oktober 2021 door de gemeenteraad van Hellendoorn voorgedragen als nieuwe burgemeester. Op 6 december van dat jaar werd bekend dat de minister van Binnenlandse Zaken en Koninkrijkrelaties de voordracht heeft overgenomen zodat hij bij koninklijk besluit met ingang van 20 december van dat jaar benoemd kon worden. Op die dag vonden ook de beëdiging en installatie plaats.
Als burgemeester van Hellendoorn kreeg Eijbersen openbare orde & veiligheid, handhaving, dienstverlening, communicatie, bedrijfsvoering (incl. P&O) en APV & evenementen in zijn portefeuille. Hij werd verantwoordelijk voor de projecten strategische visie en opgavegericht werken. Hij kreeg de kernen Daarlerveen, Hancate, Egede, Eelen en Rhaan toegewezen.
Namens Hellendoorn werd Eijbersen onafhankelijk voorzitter van het overlegorgaan Nationaal Park Sallandse Heuvelrug – Twents Reggedal, algemeen– en dagelijks bestuurslid van de Omgevingsdienst Twente, lid van de Twentse Regietafel Asielstroom, algemeen bestuurslid van de EUREGIO en de Veiligheidsregio Twente, en lid van de stuurgroepen Vitale Vakantieparken en Veilig Buitengebied – Vakantieparken.

## Privéleven
Eijbersen kreeg een partner en kreeg drie dochters. Op 15 augustus 2022 verhuisde het gezin van Bunnik naar Nijverdal. Naar aanleiding van het besluit tot de komst van een asielzoekerscentrum in Nijverdal in 2024 werden Eijbersen en zijn gezin bedreigd.